# Pap di Armenia
Pap di Armenia (armeno: Պապ; latino Papes o Papa; 353 – 374) fu un principe arsacide che regnò sul regno d'Armenia dal 370 al 374. È noto per il suo avvelenamento del Catholicos d'Armenia e di tutti gli armeni Narsete il Grande.

## Biografia
Figlio del re arsacide Arsace II di Armenia e della sua terza moglie, la nobile Pharantzem. Nato e cresciuto in Armenia poco si sa della sua formazione e dei suoi anni giovanili. Lo storico armeno Fausto di Bisanzio nel suo Storia degli Armeni (Libro IV, Capitolo 15) afferma solamente che i suoi genitori lo nutrirono fino alla sua pubertà quando divenne un giovane robusto. Durante l'invasione del re sasanide Sapore II del regno di Armenia, il giovane Pap e sua madre furono tenuti sotto protezione, insieme al tesoro reale, nella fortezza di Artogerassa difesa da truppe di nobili azat. Secondo Ammiano Marcellino le forze di invasione persiane erano capitanate da due luogotenenti di origini armene, Scilace e Artabane. Durante l'assedio della fortezza, la madre di Pap, la regina Pharantzem, supplicò i due comandanti affinché lasciassero andare suo figlio. Il filosofo greco Temistio testimonia dell'arrivo del giovane a Marcianopoli, dove aveva posto la sua corte d'inverno l'imperatore Valente.
Scortato dal dux romano Terenzio, nel 369 tornò in Armenia, richiamato dalla nobiltà locale; fu solo l'anno successivo, però, che ottenne l'investitura regale da parte dell'imperatore Valente.
Scontento dell'ascesa di Pap al trono armeno, nella primavera del 370, Sapore II preparò una massiccia invasione dell'Armenia, che fu realizzata nella primavera del 371. I generali di Valente, Traiano e Vadomario, incontrarono le forze persiane in Armenia nel Bagrevand, non lontano dal villaggio di Dzirav, e ne uscirono vittoriosi. Fausto di Bisanzio attribuisce il merito della vittoria allo sparapet (generalissimo) Mushegh I Mamicone.

### Caduta
Le relazioni di Pap con Valente soffrirono ulteriormente a causa del comandante romano Terenzio, che scrisse all'imperatore criticando Pap e consigliandogli di deporre il re armeno per evitare che disertasse la Persia. Secondo Fausto di Bisanzio, Pap pretese anche il controllo di Cesarea e di altre dodici città romane, tra cui Edessa, come ex-domini arsacidi, mentre corteggiava apertamente la Persia, in barba agli avvertimenti dello sparapet Mushegh e di altri nobili di non rompere l'alleanza con Roma. Ammiano, al contrario, sostiene che Pap era completamente fedele a Roma. Valente decise di far giustiziare Pap e lo invitò a un incontro a Tarso nel 373 o 374. Pap arrivò con 300 cavalieri di scorta, ma si preoccupò subito per l'assenza dell'imperatore, che si trovava ancora ad Antiochia, e quindi fuggì di nuovo verso l'Armenia e respinse una legione che gli era stata inviata dietro.
Terenzio inviò due generali con scutarii (cavalleria con scudo) che conoscevano il territorio locale, un armeno di nome Danielus e un iberico di nome Barzimeres, che non riuscirono a catturare Pap. I generali addussero la scusa che Pap aveva usato poteri magici per evitare la cattura e che aveva usato una nube scura per mascherare il suo gruppo, il che ricorda l'affermazione di Fausto secondo cui Pap era posseduto dai demoni. Potrebbe trattarsi semplicemente di un attacco contro il carattere di Pap, basato sulle sue simpatie verso ariani e pagani. Ammiano scrive che i sudditi di Pap salutarono con gioia il ritorno del loro re e che anche dopo questo attentato Pap non si rivoltò contro l'Impero romano. Valente ordinò quindi a Traiano, successore di Terenzio come comes et dux dell'Armenia, di ottenere la fiducia di Pap e di ucciderlo. Una guardia barbara uccise Pap nel 374 o 375 durante un banchetto che Traiano aveva organizzato per il giovane re. Ammiano descrive l'assassinio di Pap su ordine di Valente come un atto ingiustificato e infido, tracciando un parallelo con l'assassinio del re dei Quadi Gabinio da parte di Valentiniano I e sostenendo che il fantasma di Pap perseguitasse molti.
I nakharar armeni ancora fedeli a Pap fecero poco per protestare contro l'assassinio del re a causa del grande esercito romano presente in territorio armeno. Il nuovo candidato romano alla carica di re, il nipote di Pap, Varazdat (Varasdates), fu accettato praticamente da tutti. Varazdat era cresciuto a Roma e iniziò a governare sotto la reggenza di Mushegh Mamikonian, poiché i Mamikonian erano la principale casa nobiliare filo-romana in Armenia. Sapore II corteggiava da tempo Pap e l'assassinio di quest'ultimo e la sua sostituzione con un candidato romano provocò l'indignazione dei Persiani; tuttavia, Sapore non invase e intraprese solo azioni diplomatiche.
Pap fu padre dei re d'Armenia Arsace III e di Vologase.